# Esat Ayyıldız
Esat Ayyıldız   (Ankara, 27 d'abril de 1992) AFI: [ɛsɑt ai-jɯɫdɯ:z], és un arabista, filòleg i escriptor turc.
Diplomat el 2014 per Universitat de Selçuk, el 2019 va presentar la seva tesi doctoral sota el títol "Klasik Arap Şiirinde Emevi Dönemine Kadar Hiciv" [La sàtira en la poesia àrab clàssica fins al període omeia]. Va ser professor associat a la Universitat de Kafkas. Va escriure diversos tractats sobre literatura islàmica. L'obra més important d'aquest home és "Klasik Arap Şiirinde Emevi Dönemine Kadar Hiciv". [La sàtira en la poesia àrab clàssica fins al període omeia]

## Obra seleccionada
- Klasik Arap Şiirinde Emevî Dönemine Kadar Hiciv [La sàtira en la poesia àrab clàssica fins al període omeia], Gece Kitaplığı, 2020. ISBN 978-625-7702-34-8
- ‘Alkame b. ‘Abede el-Fahl ve İki Kasidesi [‘Alqama b. ‘Abada al-Fahl i el seu Dos Qasidas][4]
- Ebû Nuvâs'ın Şarap (Ḫamriyyât) Şiirleri [El Bacchic Poesia (Khamriyyāt) de Abū Nuvās][5]
- el-Hansâ' Bint ‘Amr Eski Arap Şiirinde Öncü Bir Mersiye Şairi Hanım [Al-Khansā' Bint 'Amr: una poetessa elegíaca pionera en la poesia àrab antiga][6]